# Telti
Telti település Olaszországban, Szardínia régióban, Olbia-Tempio megyében. Lakosainak száma 2227 fő (2023. január 1.). Telti Calangianus, Monti, Olbia és Sant’Antonio di Gallura községekkel határos.

## Népesség
A település lakossága az elmúlt években az alábbi módon változott:
| Lakosok száma | 2301 | 2297 | 2227 |
|               | 2017 | 2018 | 2023 |